# モンテフィオーレ (小惑星)
モンテフィオーレ (782 Montefiore) は小惑星帯にある小惑星。ヨハン・パリサがウィーン天文台で発見した。
アルベルト・ザーロモン・フォン・ロートシルトの次男、アルフォンス・フォン・ロートシルトの妻の旧姓に因んで名付けられたとされている。